# Свазіленд на Чемпіонаті світу з водних видів спорту 2015
Свазіленд взяв участь у Чемпіонаті світу з водних видів спорту 2015, який пройшов у Казані (Росія) від 24 липня до 9 серпня.

## Плавання
Звазилендські плавці виконали кваліфікаційні нормативи в дисциплінах, які наведено в таблиці (не більш як 2 плавці на одну дисципліну за часом нормативу A, і не більш як 1 плавець на одну дисципліну за часом нормативу B):
Чоловіки
| Спортсмен       | Дисципліна           | Попередній заплив | Попередній заплив | Півфінал        | Півфінал        | Фінал           | Фінал           |
| Спортсмен       | Дисципліна           | Час               | Місце             | Час             | Місце           | Час             | Місце           |
| --------------- | -------------------- | ----------------- | ----------------- | --------------- | --------------- | --------------- | --------------- |
| Сіманге Дламіні | 100 м брасом         | DNS               | DNS               | Завершив виступ | Завершив виступ | Завершив виступ | Завершив виступ |
| Сіманге Дламіні | 200 м брасом         | 2:45.73           | 52                | Завершив виступ | Завершив виступ | Завершив виступ | Завершив виступ |
| Марк Хор        | 100 м вільним стилем | 59.62             | 106               | Завершив виступ | Завершив виступ | Завершив виступ | Завершив виступ |
| Марк Хор        | 100 м батерфляєм     | 1:04.76           | 71                | Завершив виступ | Завершив виступ | Завершив виступ | Завершив виступ |